# Dikasterij za medverski dialog
Dikasterij za medverski dialog (latinsko Dicasterium pro dialogo inter religiones) je dikasterij Rimske kurije, ustanovljen z apostolsko konstitucijo papeža Frančiška Praedicate Evangelium, objavljeno 19. marca 2022. Ta je stopila v veljavo 5. junija 2022 na binkošti. Dikasterij je nadomestil poprejšnji Papeški svet za medverski dialog.

## Zgodovina
Leta 1964 je bil znotraj Rimske kurije ustanovljen Sekretariat za nekatoličane, ki je bil leta 1988 preimenovan v Papeški svet za medverski dialog. Deloval je kot ena izmed osrednjih institucij za vzpostavljanje odnosov med Katoliško cerkvijo in pripadniki drugih verstev (razen judovstva, ki ga sedaj pokriva Dikasterij za pospeševanje edinosti med kristjani).

## Naloge
V skladu z apostolsko konstitucijo Praedicate evangelium ima dikasterij naslednje zadolžitve in naloge:

- člen 149: dikasterij spodbuja in ureja odnose s pripadniki nekrščanskih religij, razen judovstva (kar pokriva Dikasterij za pospeševanje edinosti med kristjani);

- člen 150: diksterij zagotavlja, da dialog z verniki drugih religij poteka primerno - z držo poslušanja, spoštovanja in odprtosti. Spodbuja odnose, ki prispevajo k miru, svobodi, pravičnosti, varstvu stvarstva ter duhovnim in moralnim vrednotam;

- člen 151: zavedajoč se, da dialog poteka preko delovanja, teološke izmenjave in duhovne izkušnj, spodbuja resnično iskanje Boga med vsemi ljudmi. Organizira študije in konference za krepitev medsebojnega poznavanja in spoštovanja;

- člen 152: dikasterij pomaga škofom in eparhom pri vzgoji tistih, ki se vključujejo v medverski dialog. Priznava različne tradicije, ki iskreno iščejo Boga in zagotavlja specializirano osebje;

- člen 153: dikasterij ustanavlja komisije (npr. Komisijo za verske odnose z muslimani), v sodelovanju s škofovskimi konferencami in vzhodnimi Cerkvami;

- člen 154: pri izvajanju nalog se dikasterij po potrebi posvetuje z Dikasterijem za nauk vere in po potrebi z Dikasterijem za vzhodne Cerkve ter Dikasterijem za evangelizacijo.

## Organiziranost
- Komisija za verske odnose z muslimani
- Komisija za odnose z drugimi religijami

V Sloveniji pri Slovenski škofovski konferenci deluje Komisija za ekumenizem in medverski dialog, ki sodeluje z dikasteriji Rimske kurije.

## Prefekti
Po smrti kardinala Miguela Angel Ayuso Guixota novembra 2004, je tedanji papež Frančišek 24. januarja 2025 imenoval za  novega prefekta kardinala Georgea Jacoba Koovakad, ki je pripadnik Sirsko-malabarske cerkve.